# Seth Eastman: Painting the Dakota
Seth Eastman: Painting the Dakota è un film del 2002 diretto da Kristian Berg e basato sulla vita del pittore statunitense Seth Eastman.

## Riconoscimenti
- 2002 - CINE Competition
  - CINE Aquila d'oro: divisione radiodiffusione: storia (Kristian Berg)
- 2002 - Western Heritage Awards
  - Cowboy di bronzo: documentario western (Fred de Sam Lazaro (produttore esecutivo), Kristian Berg (Produttore, Soggetto, Regia), Peter Coyote (narratore)